# Comigne
Comigne – miejscowość i gmina we Francji, w regionie Oksytania, w departamencie Aude.
Według danych na rok 1990 gminę zamieszkiwało 199 osób, a gęstość zaludnienia wynosiła 22 osoby/km² (wśród 1545 gmin Langwedocji-Roussillon Comigne plasuje się na 710. miejscu pod względem liczby ludności, natomiast pod względem powierzchni na miejscu 800.).